# 버텍스 파마슈티컬
버텍스 파마슈티컬(Vertex Pharmaceuticals Incorporated)은 매사추세츠주 보스턴에 본사를 둔 미국의 바이오제약회사이다. 이는 조합 화학보다는 합리적 약품 설계라는 명확한 전략을 사용한 최초의 생명공학 회사 중 하나였다. 본부는 매사추세츠주 사우스보스턴에 본사를 두고 있으며, 캘리포니아주 샌디에이고와 영국 옥스퍼드셔주 밀턴 파크에 3개의 연구 시설을 두고 있다.